# Aubletiana leptostachys
Aubletiana leptostachys là một loài thực vật có hoa trong họ Đại kích. Loài này được (Breteler) J.Murillo mô tả khoa học đầu tiên năm 2000.